# Маріо Чалмерс
Альмаріо Вернард «Маріо» Чалмерс (англ. Almario Vernard "Mario" Chalmers; *19 травня 1986) — американський професійний баскетболіст, розігруючий захисник.

## Кар'єра в НБА
Чалмерс був обраний на драфті 2008 клубом «Міннесота Тімбервулвз» під 34 номером. Він не взяв участь у жодній грі регулярної першості у складі цієї команди, оскільки після драфту права на нього було обміняно у «Гіт». У дебютному сезоні Чалмерс взяв участь у всіх 82 іграх регулярної першості. Він проводив на майданчику в середньому 32 хвилини за гру, у всіх 82 іграх регулярної першості Маріо виходив у стартовій п'ятірці. 5 листопада 2008, проводячи всього лиш четверту гру в НБА, Чалмерс встановив клубний рекорд, набравши за гру 9 перехоплень.
За підсумками сезону 2008-09 Чалмерс був обраний у другу команду новачків НБА.
У сезоні 2009-10 Чалмерс взяв участь у 73 іграх регулярної першості. Він не пропускав жодної гри аж до 31 січня. Причиною проблем стала травма.
Перед початком сезону 2010-11, коли стало відомо про перехід ЛеБрона Джеймса у «Гіт», Чалмерс змінив номер з 6 на 15 (під котрим він виступав у коледжі), а 6 номер взяв Джеймс.

### Статистика кар'єри в НБА
| † | Позначає сезони, в яких Чалмерс став чемпіоном НБА |

#### Регулярний сезон
| Сезон    | Команда         | GP  | GS  | MPG  | FG%  | 3P%  | FT%  | RPG | APG | SPG | BPG | PPG  |
| -------- | --------------- | --- | --- | ---- | ---- | ---- | ---- | --- | --- | --- | --- | ---- |
| 2008–09  | Маямі Гіт       | 82  | 82  | 32.0 | .420 | .367 | .767 | 2.8 | 4.9 | 2.0 | .1  | 10.0 |
| 2009–10  | Маямі Гіт       | 73  | 22  | 24.8 | .401 | .318 | .745 | 1.8 | 3.4 | 1.2 | .2  | 7.1  |
| 2010–11  | Маямі Гіт       | 70  | 28  | 22.6 | .399 | .359 | .871 | 2.1 | 2.5 | 1.1 | .1  | 6.4  |
| 2011–12† | Маямі Гіт       | 64  | 64  | 28.5 | .448 | .388 | .792 | 2.7 | 3.5 | 1.5 | .2  | 9.8  |
| 2012–13† | Маямі Гіт       | 77  | 77  | 26.9 | .429 | .409 | .795 | 2.2 | 3.5 | 1.5 | .2  | 8.6  |
| 2013–14  | Маямі Гіт       | 73  | 73  | 29.8 | .454 | .385 | .742 | 2.9 | 4.9 | 1.6 | .2  | 9.8  |
| 2014–15  | Маямі Гіт       | 80  | 37  | 29.6 | .403 | .294 | .774 | 2.6 | 3.8 | 1.5 | .1  | 10.2 |
| 2015–16  | Маямі Гіт       | 6   | 0   | 20.0 | .313 | .091 | .923 | 2.3 | 3.2 | 1.3 | .2  | 5.5  |
| 2015–16  | Мемфіс Ґріззліс | 55  | 7   | 22.8 | .417 | .326 | .827 | 2.6 | 3.8 | 1.5 | .2  | 10.8 |
| Кар'єра  |                 | 580 | 390 | 27.3 | .421 | .358 | .786 | 2.5 | 3.8 | 1.5 | .2  | 9.0  |

#### Плей-оф
| Сезон   | Команда   | GP | GS | MPG  | FG%  | 3P%  | FT%  | RPG | APG | SPG | BPG | PPG  |
| ------- | --------- | -- | -- | ---- | ---- | ---- | ---- | --- | --- | --- | --- | ---- |
| 2009    | Маямі Гіт | 7  | 7  | 33.0 | .400 | .286 | .714 | 2.7 | 4.4 | 2.9 | .1  | 7.3  |
| 2010    | Маямі Гіт | 5  | 0  | 26.2 | .450 | .350 | .846 | 1.8 | 2.6 | .6  | .0  | 10.8 |
| 2011    | Маямі Гіт | 21 | 1  | 24.3 | .435 | .381 | .719 | 1.9 | 2.1 | 1.3 | .0  | 7.8  |
| 2012†   | Маямі Гіт | 23 | 23 | 35.6 | .442 | .359 | .717 | 3.7 | 3.9 | 1.2 | .3  | 11.3 |
| 2013†   | Маямі Гіт | 23 | 23 | 28.3 | .415 | .353 | .755 | 2.3 | 3.1 | .9  | .0  | 9.4  |
| 2014    | Маямі Гіт | 20 | 19 | 26.8 | .423 | .349 | .760 | 2.3 | 3.6 | 1.0 | .3  | 6.4  |
| Кар'єра |           | 99 | 73 | 29.1 | .429 | .357 | .742 | 2.5 | 3.2 | 1.2 | .2  | 8.8  |